# Pásztori
Pásztori es un pueblo húngaro perteneciente al distrito de Csorna en el condado de Győr-Moson-Sopron, con una población en 2013 de 375 habitantes.
Se conoce su existencia desde 1338 con el nombre de "Paztur". Entre los siglos XV y XIX estuvo dividido en dos localidades llamadas "Alsópásztori" y "Felsőpásztori". La iglesia de la localidad es de estilo barroco y data de la segunda mitad del siglo XVIII, aunque ha sido notablemente reformada con el tiempo. El pueblo es el lugar de origen del periodista Pethő Sándor, fundador del periódico Magyar Nemzet.
Se ubica unos 5 km al sur de la capital distrital Csorna.